# Eduardo Avaroa (Andamarca)
Eduardo Avaroa ist eine Ortschaft im Departamento Oruro im Hochland des südamerikanischen Anden-Staates Bolivien.

## Lage im Nahraum
Eduardo Avaroa ist der zentrale Ort des Kanton Eduardo Avaroa und liegt im Municipio Andamarca in der Provinz Sud Carangas. Die Ortschaft liegt auf einer Höhe von 3775 m über dem Meeresspiegel am südlichsten Ausläufer der Serranía de Huayllamarca, eines etwa 100 km langen Höhenrückens, der sich auf dem bolivianischen Altiplano in nordwestlich-südöstlicher Richtung erstreckt.

## Geographie
Eduardo Avaroa liegt westlich des Poopó-Sees am Ostrand des Altiplano vor der Cordillera Azanaques, die ein Teil der Gebirgskette der Cordillera Central ist. Das Klima ist ein typisches Tageszeitenklima, bei dem die täglichen Temperaturschwankungen stärker ausfallen als die Schwankungen zwischen den Jahreszeiten.
Die mittlere Durchschnittstemperatur der Region liegt bei knapp 9 °C (siehe Klimadiagramm Pampa Aullagas) und schwankt zwischen 4 °C im Juni und Juli und 11 °C in den Sommermonaten von November bis März. Der Jahresniederschlag beträgt weniger als 300 mm, bei einer ausgeprägten Trockenzeit von April bis November mit Monatsniederschlägen unter 15 mm und einem Höchstwert von 75 mm im Januar.

## Verkehrsnetz
Eduardo Avaroa liegt in einer Entfernung von 127 Straßenkilometern südwestlich von Oruro, der Hauptstadt des gleichnamigen Departamentos.
Von Oruro aus führt die unbefestigte Nationalstraße Ruta 12 in südwestlicher Richtung 62 Kilometer über Toledo bis Villa Copacabana. Von dort zweigt eine ebenfalls unbefestigte Landstraße nach Süden ab, die über Laca Laca Quita Quita nach Andamarca und auf weiteren elf Kilometern nach Avaroa führt.

## Bevölkerung
Die Einwohnerzahl der Ortschaft hat sich in den vergangenen beiden Jahrzehnten nur unwesentlich verändert:
| Jahr | Einwohner | Quelle       |
| ---- | --------- | ------------ |
| 1992 | 398       | Volkszählung |
| 2001 | 407       | Volkszählung |
| 2012 | 374       | Volkszählung |
| 2024 |           | Volkszählung |

Die Region weist einen gewissen Anteil an Aymara-Bevölkerung auf, im Municipio Andamarca sprechen 88,5 Prozent der Bevölkerung Aymara.